# 조시 카우더리
조시 카우더리(Josh Cowdery, 1978년 12월 23일 ~ )는 미국의 배우이다.
리틀록에서 태어났다.

## 영화
- 캐시트럭 (2021년) - 하바드 요원 역
- 신비한 동물사전 (2016년)
- 아이-리브드 (2015년)
- 고질라 (2014년)
- 어벤져스 (2012년)
- 히로킨 (2011년)
- 슈드'브 빈 로미오 (2011년)
- 커플 테라피: 대화가 필요해 (2009년)